# Saint-Germain-Beaupré
Saint-Germain-Beaupré este o comună în departamentul Creuse din centrul Franței. În 2009 avea o populație de 417 de locuitori.

## Evoluția populației
| An        | 1975 | 1982 | 1990 | 1999 | 2006 | 2009 |
| --------- | ---- | ---- | ---- | ---- | ---- | ---- |
| Populație | 448  | 415  | 406  | 382  | 388  | 417  |